# دبي دولفيناريوم

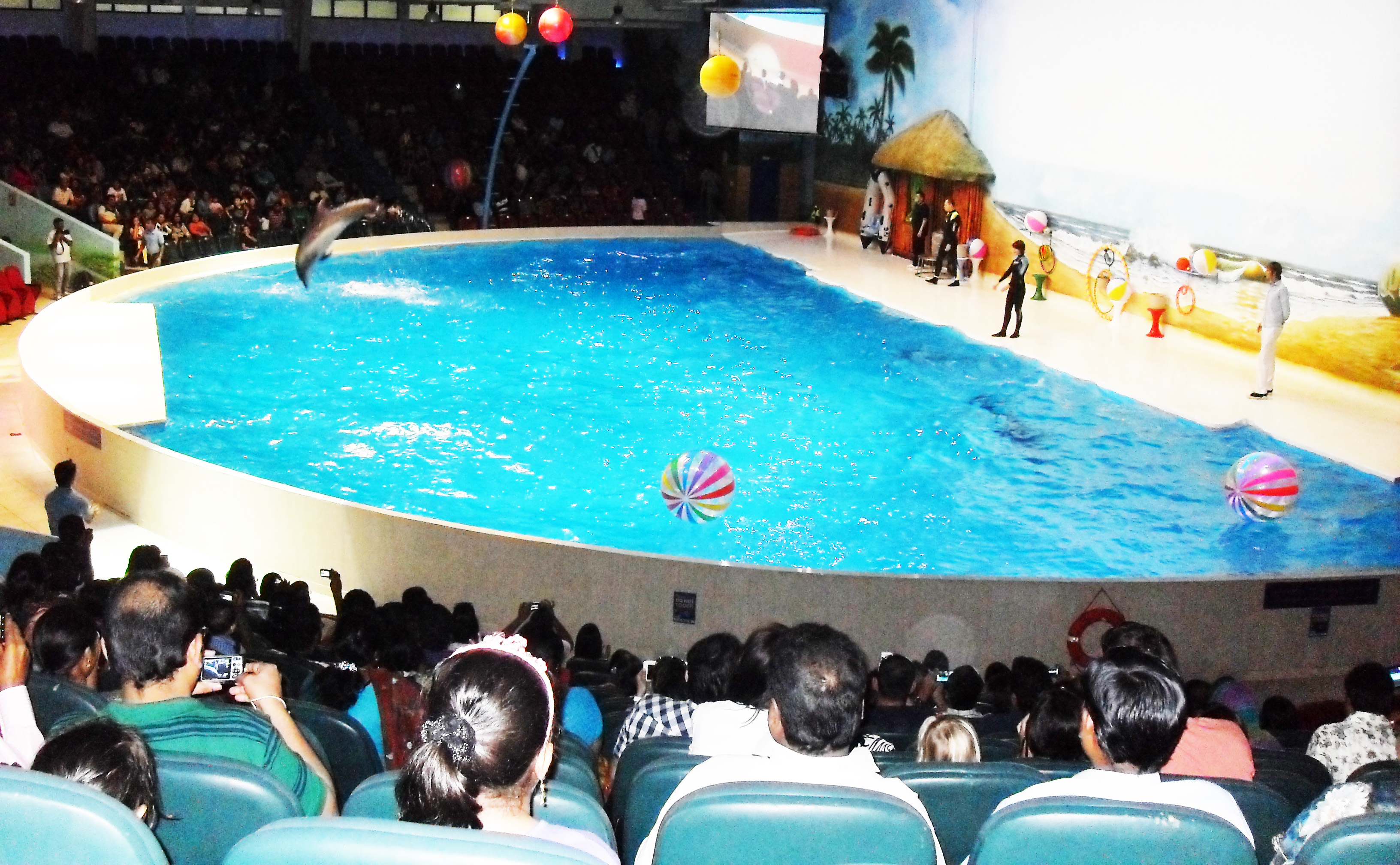
عرض للدلافين في دبي دولفيناريوم

دبي دولفيناريوم Dubai Dolphinarium هو أول دولفيناريوم داخلي مكيف الهواء بالكامل في الشرق الأوسط، ويوفر موطنًا للدلافين والفقمات، مما يسمح للجمهور بمشاهدتها والتفاعل معها من خلال العروض الحية وجلسات التصوير. يقع في حديقة الخور في بر دبي بالقرب من مدينة الأطفال. تم افتتاح دبي دولفيناريوم في 21 مايو 2008 من بلدية دبي، وبرعاية ودعم حكومة دبي لتزويد عامة الناس بالترفيه وتثقيفهم بشأن الدلافين والفقمات والكائنات البحرية الأخرى. كما انعكس أيضًا على أن التفاعل مع مثل هذه الثدييات الصديقة مثل الدلافين سيحفز جيل الشباب لحماية الحياة البحرية والبيئة.

## المرافق
تبلغ مساحة دبي دولفيناريوم 5,000 متر مربع (54,000 قدم2) وهي منشأة تتسع لحوالي 1250 مقعدًا. تمتلك الدلافين موطنها الخاص بمساحة 600 متر مكعب (160,000 غال-أمريكي) من مياه البحر المتصلة ببركة الساحة الرئيسية. يوجد مسبح طبي منفصل وبركة ختم تم إنشاؤها مع مراعاة رفاهية هذه الثدييات البحرية. يدير هذه المؤسسة 60 موظفًا بما في ذلك مدربي الثدييات وموظفي دعم العملاء.
يتميز مجمع مبنى الدولفيناريوم أيضًا بأنشطة جماعية للأطفال، وحفلات أعياد ميلاد للأطفال، ورحلات ميدانية مدرسية، وفعاليات جماعية، وترامبولين، والسباحة مع الدلافين، ومتاهة المرايا، وعرض الطيور، ومطعم يقدم وجبات سريعة وممتعة للأطفال، ومسرح سينما 7D.
ويقدّم "دبي دولفيناريوم" لمستخدمي الكراسي المتحركة تسهيلات عديدة، حبث تضمّ المنطقة الداخلية مقاعد خاصة لأصحاب الهمم تتيح لهم مشاهدة عرض الدلافين والفقمات 

## الثدييات البحرية
تعد دبي دولفيناريوم موطنًا للدلافين ذات الأنف الزجاجي وفقمة الفراء الشمالية. تم احضارها من دولة تنتمي إلى كومنولث الدول المستقلة.

## الأنشطة
تقام أنشطة مختلفة مثل المخيم الصيفي للأطفال ومفاجآت صيف دبي في دبي دولفيناريوم كل عام خلال العطلة الصيفية. نظمت دبي دولفيناريوم بالتعاون مع بلدية دبي يوم التوعية بالتوحد من مختلف مراكز رعاية التوحد ومراكز التدريب للأطفال ذوي الاحتياجات الخاصة في 28 أبريل 2011.
استقبلت دبي دولفيناريوم زوارها المليون خلال شهر مارس 2012، وتم تقديم العديد من الأنشطة الترويجية خلال هذه الفترة.

## الانتقادات
تعرضت دبي دولفيناريوم لانتقادات من مختلف نشطاء الرفق بالحيوان في البداية قائلين إنها ستؤدي إلى معاناة ونفوق الدلافين. كما شكك النشطاء في مصدر دلافين البحر الأسود قارورية الأنف، زاعمين أن إحداها لم تولد في الأسر بل تم إنقاذها من شباك الصيادين، وبالتالي كان يجب إعادة إطلاقها.
ردت الإدارة على هذه الانتقادات قائلة إن الدلافين في دبي دولفيناريوم هي من الجيل الثالث من الدلافين التي ولدت في ظروف اصطناعية وهم سعداء تمامًا في بيئتهم ودورهم الحاليين، وهم أكثر صحة على مدار العام من نظرائهم البرية.

## معرض الصور

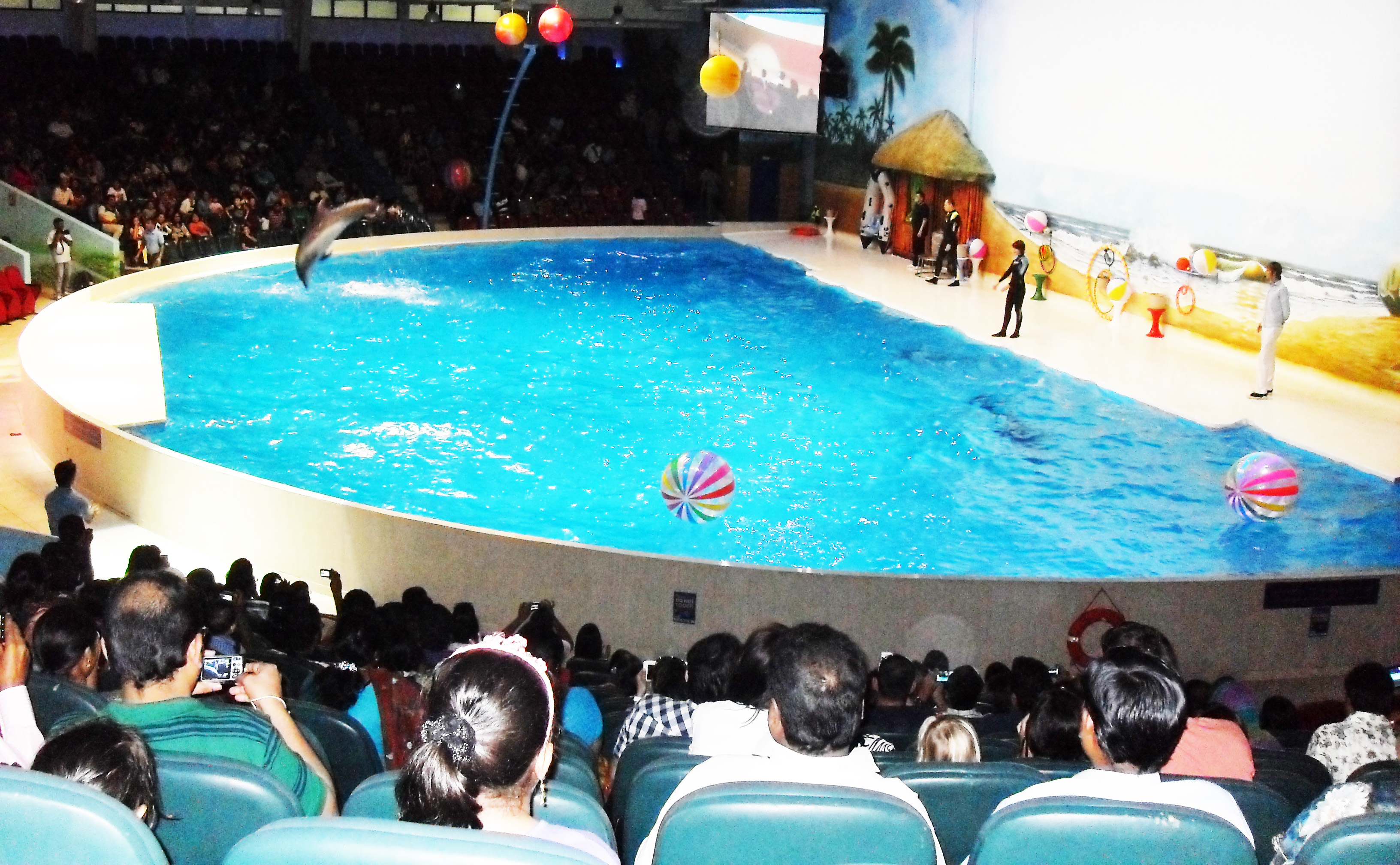
عرض الدلافين في دبي دولفيناريوم
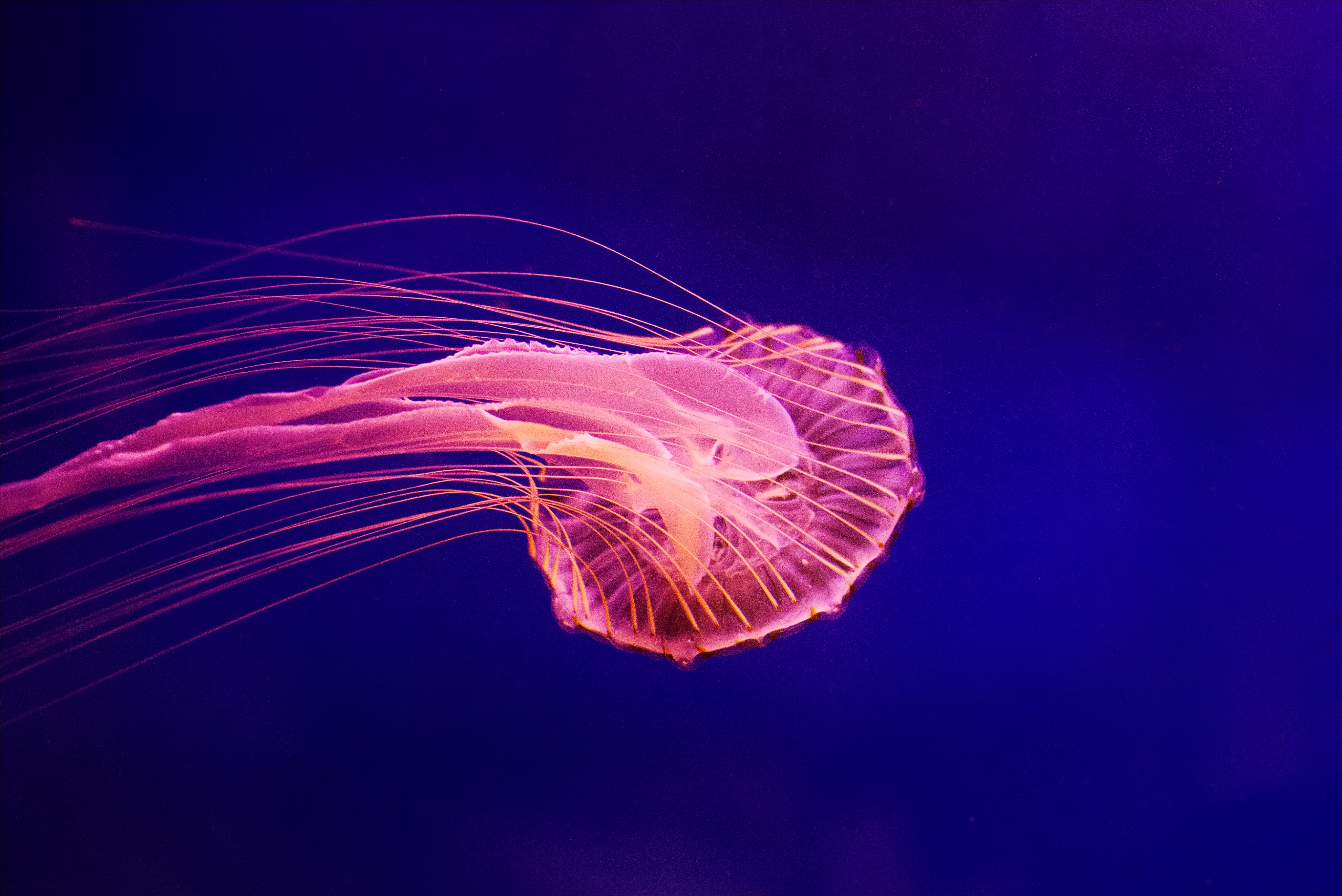
قنديل البحر
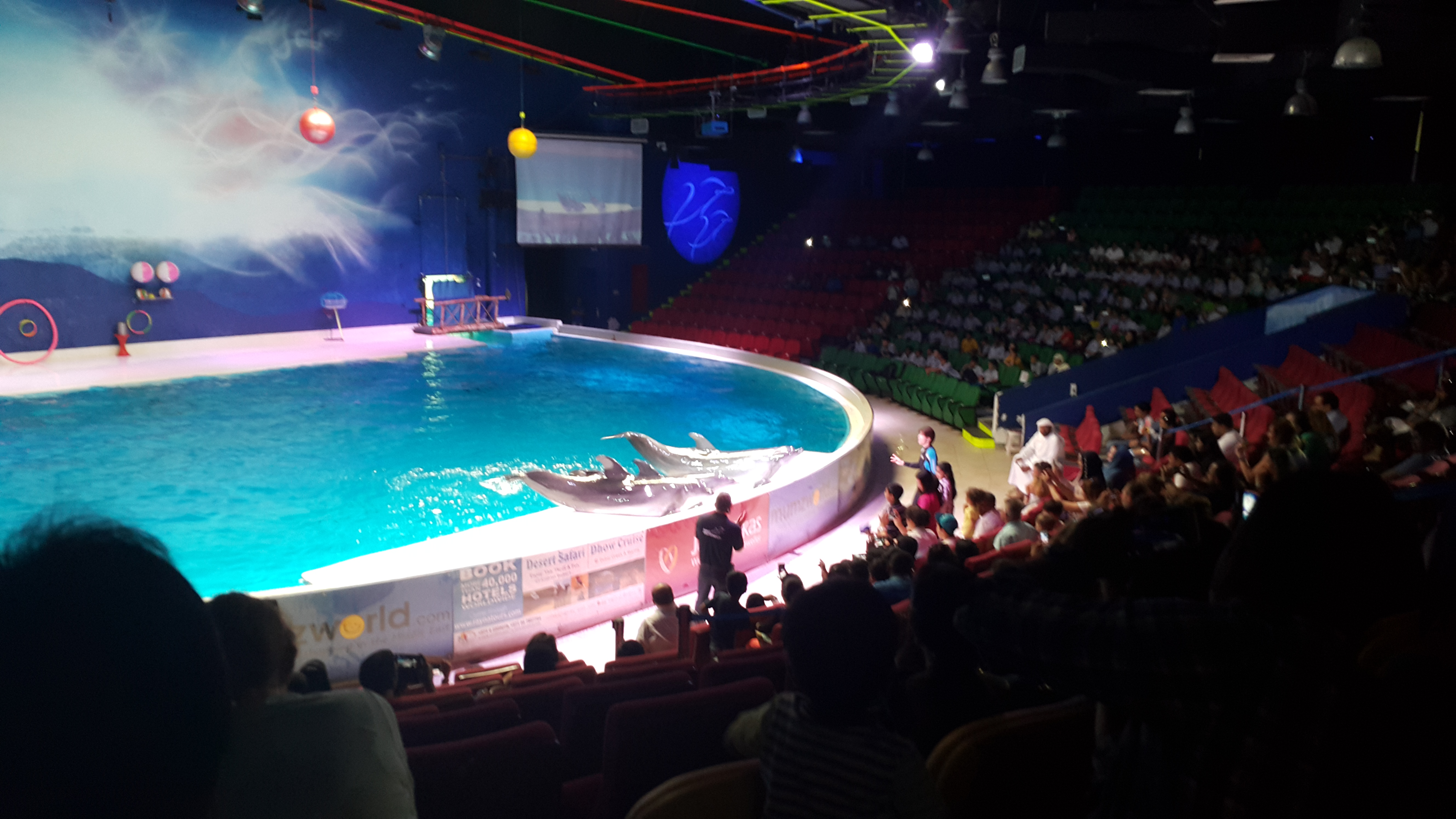
عالم الدولفين

## أنظر أيضا
- حديقة حيوانات العين
- مركز الحفية للحفظ
- حديقة الإمارات للحيوانات
- مركز تربية الحياة الفطرية المهددة بالانقراض، الشارقة
- حديقة سفاري دبي
- حديقة حيوان دبي
- السياحة في دبي
- مناطق الجذب السياحي في دبي
- الكوكب الأخضر (دبي)

## روابط خارجية
الموقع الرسمي